# Ocuilan
Ocuilan è un comune del Messico, situato nello stato di Messico.